# Підмаренник

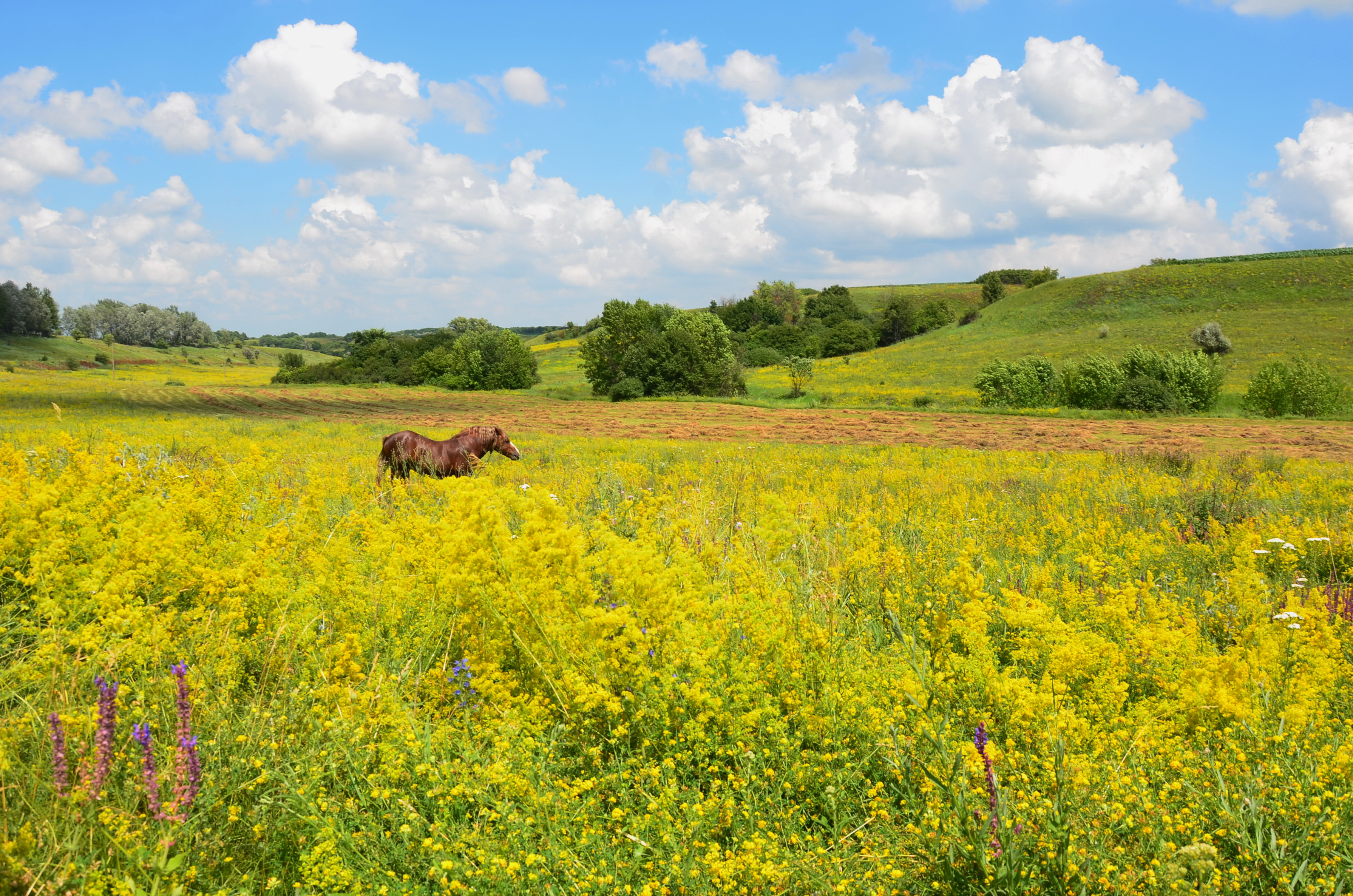
Підмаренник (Galium) на околиці с. Батьки

Підмаренник (Galium) — рід трав'янистих космополітичних рослин із родини маренові (Rubiaceae). Рід містить понад 600 видів згідно з Plants of the World Online і Catalogue of Life.

## Назва
Наукова назва рослини походить від грецького слова «Gala» — «молоко». Рослина так названа через її здатність звертати молоко. лат. Succi Galii veri — сік галії справжньої. лат. Herba Galii veri — трава галії справжньої.
Українське підмаренник очевидно походить від назви рослини марена (Rubia). Псл. marěna, пов'язане з marati — «бруднити» з огляду на властивість кореневища рослин родини маренових забарвлювати в різні кольори.

## Морфологічна характеристика
Це однорічні або багаторічні трави, іноді злегка кущисті біля основи, з прямовисними, лежачими або ± виткими 4-кутовими стеблами, від голих до жорстко запушених, а іноді з дрібними колючками. Листки розміщені в кільцях по 3–10 і більше; листки здебільшого сидячі й рідко мають ніжки, краї цільні або зубчасті; листки та прилистки можуть зрощуватися; залози можуть бути присутніми на нижньому боці; зазвичай на поверхні є одна головна жилка але іноді їх може бути три чи більше. Квітки двостатеві або рідко одностатеві, зазвичай дуже дрібні, у суцвітті або (рідко) поодинокі. Пелюсток (3)4(іноді 5), забарвлення біле, жовте, жовто-зелене, зелене, рідше: рожеве, червоне, темно-червоне або пурпурне. Тичинок (3)4(іноді 5). Запилення зазвичай відбувається комахами. Плід двочастинний, кожна частинка з 1 насіниною, шкірястий і ± сухий або дещо м'ясистий, голий, волосатий або з гачкуватою щетиною. У стиглому стані плоди зелені, сірі, рідше білі, червоні, оранжеві чи чорні. Насіння дрібне.

## Використання
1. У минулому з коренів підмаренника отримували червоний барвник для текстилю. 2. Деякі види мають лікувальну дію; у сучасній медицині, однак, ці рослини повністю втратили своє значення. 3. Екстракт листя і квітів свого часу використовували для згущення молока для виробництва сиру (як сичуг). 4. Ніжні молоді пагони і листки їстівні (їх відварюють 10–15 хв.). 5. Повільно обсмажені до темно-коричневого кольору і мелені стиглі плоди є чудовою заміною кави.

## Види
Існує понад 600 видів підмаренника. З низ в Україні зростають:
- підмаренник польський — Galium abaujense Borbás
- підмаренник білий — Galium album Mill.
- підмаренник різнолистий — Galium anisophyllon Vill.
- підмаренник чіпкий — Galium aparine L.
- підмаренник північний — Galium boreale L.
- підмаренник дніпровський — Galium borysthenicum Klokov ?
- Galium congestum Klokov & Zaver. ?
- Galium debile Desv.
- підмаренник донецький — Galium donetzkiensis Ostapko ?
- підмаренник Дубовик (Galium dubovikiae) Ostapko ?
- підмаренник видовжений — Galium elongatum C.Presl
- підмаренник голоплодий Galium glabricarpum Ostapko ?
- підмаренник сизий Galium glaucum L.
- підмаренник сланкий — Galium humifusum M.Bieb.
- підмаренник середній — Galium intermedium Schult.
- підмаренник м'який — Galium mollugo L.
- підмаренник восьмилистковий — Galium octonarium (Klokov) Pobed.
- підмаренник запашний — Galium odoratum (L.) Scop.
- підмаренник болотяний — Galium palustre L.
- підмаренник несправжньоостистий — Galium pseudoaristatum Schur
- Galium pseudorivale Tzvelev
- підмаренник низенький — Galium pumilum Murray
- підмаренник прибережний — Galium rivale (Sm.) Griseb.
- підмаренник круглолистий — Galium rotundifolium L.
- підмаренник мареновий — Galium rubioides L.
- підмаренник скельний — Galium saxatile L.
- підмаренник несправжній — Galium spurium L.
- підмаренник суборовий — Galium subnemorale Klokov & Zaver.
- підмаренник найтонший — Galium tenuissimum M.Bieb.
- підмаренник закарпатський Galium transcarpaticum Stojko & Tasenk.
- підмаренник трирогий Galium tricornutum Dandy
- підмаренник трійчастий — Galium trifidum L.
- підмаренник дністровський — Galium tyraicum Klokov
- підмаренник багновий — Galium uliginosum L.
- підмаренник кільчастий Galium verticillatum Danthoine ex Lam.
- підмаренник справжній — Galium verum L.
- підмаренник волинський — Galium volhynicum Pobed.
- підмаренник сухолюбний — Galium xeroticum (Klokov) Pobed.
- Galium × himmelbaurianum (Ronniger) Soó
- підмаренник Кондратюка — Galium × kondratjukii Ostapko
- Galium × lanulosum Ostapko
- Galium × mutabile Besser
- Galium × pomeranicum Retz.
- Galium × pseudoboreale Klokov